# Border Devils

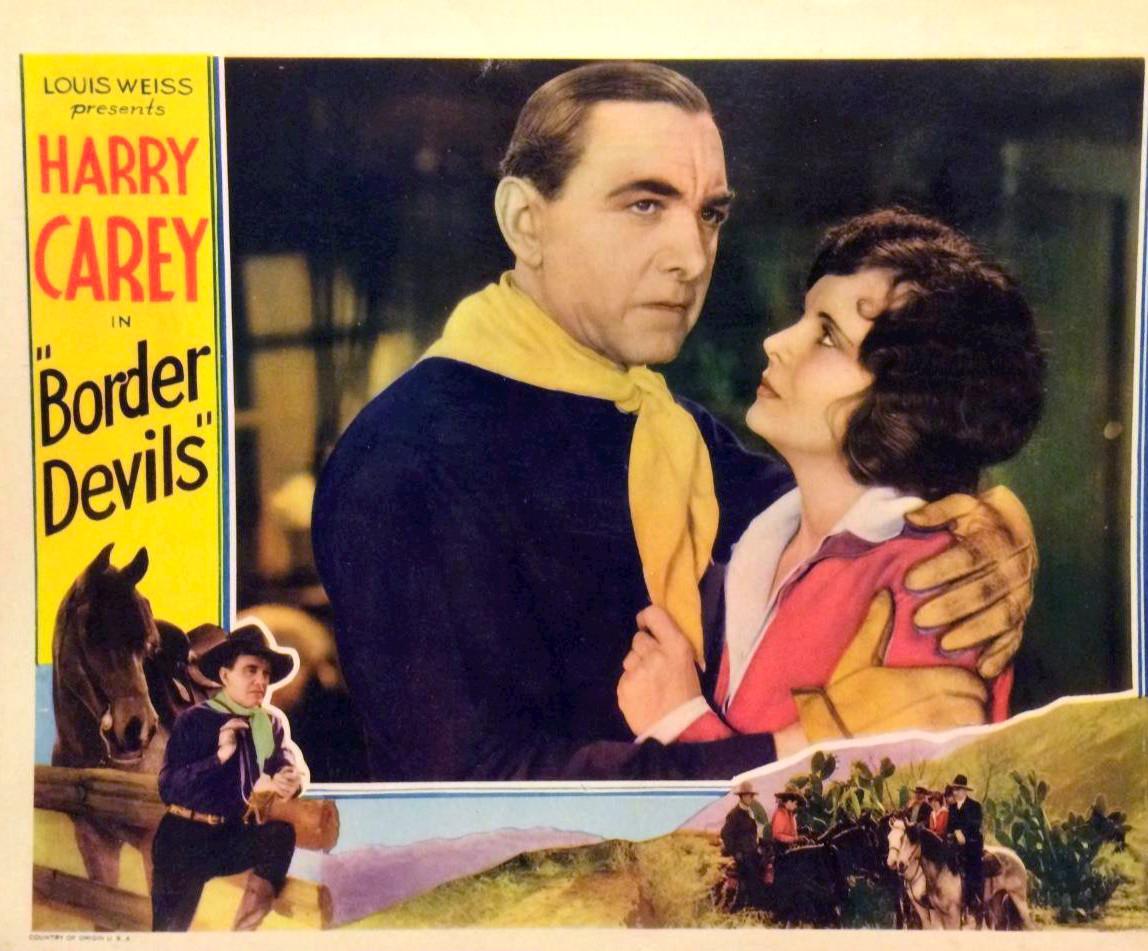
Carte promotionnelle du film.

Border Devils est un film américain pré-Code réalisé par William Nigh et sorti en 1932.

## Fiche technique
- Réalisation :  William Nigh
- Scénario : Harry L. Fraser
- Producteurs : Louis Weiss, George M. Merrick
- Photographie : William H. Dietz
- Montage : Holbrook Todd
- Distributeur : State Rights
- Durée : 63 ou 65 minutes
- Date de sortie :
  - États-Unis : 4 avril 1932

## Distribution
- Harry Carey : Jim Gray
- Kathleen Collins : Marcia Brandon
- George "Gabby" Hayes : Dude Sanders
- Niles Welch : Tom Hope
- Olive Carey : Ethel Denham
- Albert J. Smith (en) : Inspecteur Bell
- Merrill McCormick : Jose Lopez
- Art Mix : Bud Brandon
- Tetsu Komai : le Général

## Production
Le scénario a été écrit par  Harry Fraser. L'histoire est adaptée du romanDead Man's Shoes de Murray Leinster.